# Синхронна машина
Синхронна машина е краткото име на Синхронна електрическа машина за променлив електрически ток. Когато се използва като генератор, синхронната машина е по-известна като алтернатор.

## История
Системи за генериране на променлив ток са познати още от откриването на електромагнитната индукция. Ранните машини са били направени от пионери като Майкъл Фарадей.
Лорд Келвин и Себастиян Феранти също са правили ранни алтернатори, работещи на честоти между 100 и 300 херца. През 1891 г. Никола Тесла патентова практически високочестотен алтернатор, който работи на около 15 килохерца, честота. След 1891 г. започват да се произвеждат многофазни алтернатори, за да осигуряват многофазен ток. Произвеждат се и алтернатори с регулируема честота между 16 и 100 херца за използване при осветителни тела и електрически мотори.

## Въведение
Синхронната машина е електрическа машина, при която роторното и статорното магнитно поле се въртят синхронно. Синхронните машини са получили разпространение предимно като генератори (известни още като алтернатори), но намират приложение и като електро двигатели и компенсатори на реактивна енергия. Синхронната машина се състои от статор и ротор, разделени от въздушна междина, която при синхронните машини е по-голяма отколкото при асинхронните. Прието е статорът на синхронните машини да се нарича котва на машината. По конструкция синхронните машини се разделят на две основни групи в зависимост от конструкцията на ротора: явнополюсни и неявнополюсни.
Общото в устройството на роторите на синхронните машини (явнополюсни и неявнополюсни) е, че те имат възбудителни намотки, които се захранват с постоянен ток. Този ток се произвежда от постояннотоков генератор, който се нарича възбудителка, или се получава от някакъв друг източник (токоизправители, акумулаторни батерии и т.н. В най-общия случай възбудителният ток се подава на роторната (възбудителната) намотка чрез контактни пръстени или четки. Съществуват и по-сложни безконтактни системи за възбуждане при големите синхронни машини. При явнополюсните машини магнитната проводимост не е еднаква по всички радиални посоки, която особеност не съществува при неявнополюсните. Затова много често явнополюсните и неявнополюсните машини се разглеждат отделно.

## Генераторен режим
Алтернаторите генерират електричество както и правотоковите генератори. Когато магнитното поле около проводник се променя, ток се индуцира в проводника. Основно се използва въртяща се част наречена ротор, в която има поставен постоянен магнит и се върти в статора, в който са поставени намотки. Възможно е позициите на статора и ротора да са разменени. Магнитното поле минава през проводниците и генерира електродвижещо напрежение, а механична сила от първичен двигател е осигурена за задвижването на ротора. За да работи в генераторен режим, към синхронната машина е нужно да се прилага продължително сила върху вала от първичния двигател (турбина), по посоката на въртене. Тогава започва отдаване на активна енергия в мрежата. Колкото по-голяма е консумацията, толкова повече се натоварва първичния двигател и машината.
В практиката често се използват три намотки физически разделени една от друга, за да може да се създаде трифазна система и трите фази са дефазирани на 120 градуса една спрямо друга
Магнитното поле на ротора може да се получи от постоянни магнити или от роторни възбудителни намотки, захранени с постоянен ток. То може да се осигури и от статорното поле чрез остатъчен магнетизъм, както при асинхронните машини или като при хистерезисния двигател.
Автоматичен регулатор на напрежението може да се използва за контролиране на тока генериращ магнитното поле в ротора, за да поддържа изходното напрежение стабилизирано. Ако изходното напрежение спадне, заради увеличена консумация, повече ток се осигурява в роторните намотки през регулатора на напрежението и тока, при положение че честотата на въртене не се е изменила. Това увеличава магнитното поле около възбудителните намотки, което индуктира по-високо напрежение в изходните намотки на статора и така изходното напрежение остава непроменено.
Алтернаторите използвани в основните енергийни системи може също да контролират тока генериращ магнитното поле, за да се регулира реактивната мощност и да се подобри стабилността в системата срещу ефектите на внезапни прекъсвания и комутации.

## Натоварване на синхронната машина
Най-разпространени са синхронните трифазни машини. При работа на празен ход в трите фази на синхронната машина се индуктират е.д.н., които образуват симетрична система. При еднакви пълни съпротивления (консуматори) включени към котвената намотка, съществува симетрична система токове. Токовете в котвената намотка създават свое магнитно поле, което е кръгово въртящо се със синхронна честота на въртене. Следователно полето на възбуждането и полето на котвата се въртят синхронно и от двете се получава резултатно магнитно поле. Именно въздействието на котвеното поле върху полето на възбуждането, в резултат на което се получава резултатното магнитно поле на машината, се нарича реакция на котвата. При натоварване с активен товар магнитодвижещото напрежение (м.д.н.) на индуктора (възбудителната намотка-ротора) е перпендикулярно на м.д.н. на статорната намотка. В такъв случай съществува напречна реакция на котвата. При натоварване с чисто индуктивен товар реакцията на котвата е насочена срещу м.д.н. на възбуждане и е размагнитваща. При натоварване с чисто капацитивен товар реакцията на котвата е по посока на м.д.н. на възбудителя и е намагнитваща. При индуктивно и капацитивно натоварване, възниква реакция, която е по оста на индуктора. Тя се нарича надлъжна реакция (по надлъжната ос d). Реакцията на котвата може да се онагледи като взаимодействието между два постоянни магнита, променящи заедно положението си в пространството. За разлика от асинхронния двигател, при който въртящият момент зависи от квадрата на захранващото напрежение, при синхронния, въртящият момент е пропорционален на захранващото напрежение.

## Таблица на синхронизирани скорости
Изходната честота на генератора зависи от броя на полюсите (които могат да бъдат в статора или ротора) и оборотите в минута на ротора. Тази таблица дава някои основни примери: n = 2 х 60 x f / p, където: n – обороти на машината; f – честота на въртене на машината / 50 Hz или 60 Hz/, умножена по шейсет за една минута, разделено на броя полюси.
| Полюси | Обороти в минута за 50Hz | Обороти в минута за 60Hz |
| ------ | ------------------------ | ------------------------ |
| 2      | 3000                     | 3600                     |
| 4      | 1500                     | 1800                     |
| 6      | 1000                     | 1200                     |
| 8      | 750                      | 900                      |
| 10     | 600                      | 720                      |
| 12     | 500                      | 600                      |
| 14     | 428.6                    | 514.3                    |
| 16     | 375                      | 450                      |
| 18     | 333.3                    | 400                      |
| 20     | 300                      | 360                      |

## Синхронни двигатели
Синхронните машини могат да се използват и като двигатели. Особено бурно това стана след създаването на мощни ключови транзистори от типа IGBT, MOSFET и тиристори GTO, IGCT, SGCT имащи възможност и за изключване по управляващия електрод. Синхронните двигатели са незаменими при използването им за свръх мощности. Най-големият синхронен двигател е с мощност 220 MW и се използва за задвижване на вентилатор за аеродинамична тръба. Използват се като двигатели и в помпено акумулиращи водноелектрически централи (ПАВЕЦ). Както и при асинхронния двигател и тук оборотите n зависят от:
n= 2*60f/p където f – е честотата на мрежата, p – е чифтове полюси

### Пускане на синхронен двигател
Пускането на синхронния двигател е един от най-важните му режими на работа, имайки предвид че скоростта на въртене зависи от честотата на захранващото напрежение. Пускането е сложно и от гледна точка на инерцията на ротора. При всички случаи е наложително плавно влизане в синхронизъм при пускане. При големите машини роторът се развърта от по-малък двигател до честота близка до синхронната. Ако няма такъв, това може да стане чрез постепенно увеличаване на възбудителния ток докато честотите на въртене се изравнят.
Mдин=J∑dω/dt,

където: J – сумарен момент на инерция на задвижването

ω — честота на въртене
Синхронният двигател се нуждае от възбуждане на постоянно магнитно поле. То става по няколко начина:
- Външно (независимо)
- Собствено (с възбудителна машина на вала на синхронния двигател)
- Самовъзбуждане (кондензаторни батерии)
- С постоянни магнити (много перспективно).

Синхронният двигател се нарича „синхронен“, защото честотата на въртене на ротора е синхронна с въртящото се магнитно поле образувано от статорната намотка. При пускане той не може веднага да тръгне в синхронен или генераторен режим. Обикновено в ротора му е монтирана успокоителна намотка, която също помага за развъртане в асинхронен режим. При намаляване на хлъзгането се пуска ток във възбудителната роторна намотка и двигателят влиза в синхронизъм. В съвременните машини това става автоматично.
Големитете синхронни двигатели са по-ефективни от асинхронните двигатели. Синхронният двигател, с възбуждане от постоянен ток, лесно може да промени фактора на мощността си, като се промени тока на възбуждането. Направата на синхронни двигатели е по-сложна, отколкото направата на асинхронни двигатели, поради необходимостта от система за възбуждане. Преимуществото на синхронните двигатели с постоянни магнити е, че те не се нуждаят от ток за възбуждане.

### Изисквания към възбуждането
То трябва да сигурно и икономично. Възбудителния ток трябва да може да се регулира в известни граници, бързо и да поддържа статичната и динамична устойчивост. Ако трябва да се използва за компенсация на cos φ, при увеличаване на съпротивителния момент на вала на електродвигателя трябва да се увеличи и възбуждането му, (реакция на котвата) с цел запазване на cos φ. Както е известно cos φ може да е положителен или отрицателен. При недовъзбуждане се консумира индуктивна енергия, при превъзбуждане се генерира.
В последните години нарасна използването на синхронни двигатели съвместно с полупроводникови схеми на възбуждане, поради малката инертност при регулиране на възбудителното напрежение (от порядъка на ms), но най-перспективни са синхронни двигатели с постоянни магнити.

### Постоянни магнити за синхронни двигатели
Повечето съвременни синхронни двигатели използват неодимовите магнити. Това са постоянни магнити, направен от сплав на неодим, желязо и бор – Nd2Fe14B) или самарий-кобалт (Sm-Co) също така се използват постоянните магнити от типа Alni, AlNiCo и TiCoNao представляващи сплави на базата на Fe, Al, Ni, Co, Cu и Ti. Те се отличават с относително висока остатъчна намагнитеност Br и висока магнитна енергия (ВН)мах, нисък коефициент на температурни изменения – 0,02%/°С, висока точка на Кюри – 850 °C и работна температура до 450 °C. Тези характеристики ги правят незаменими при използването им в електродвигатели измервателни прибори, прецизни акустични преобразуватели, сензорни и други устройства, Новите технологии при производството им, създадени при свръхналягане, лазерна заварка, уникален процес на намагнитване позволиха масовото им използване в синхронните двигатели (Permanent Magnetic Synchronous motor).
В последното десетилетие предпочитание се дава на високо енергийните магнити на основата на сплави от рядкоземни метали, имащи висококоерцитивна сила. Това позволява значително да се подобри масогабаритния показател и да се получи по-висок въртящ момент, така и намаляване обема на статора. Самарий-кобалт (Sm-Co) и неодим-желязо-бор Nd2Fe14B (Nd-Fe-b) са най-разпространени материали за съвременни магнити.